# Rinkenæs Korskirke
 Rinkenæs Korskirke er en sognekirke i Rinkenæs, Rinkenæs Sogn. Kirken blev indviet den 4. september 1932 og blev fra samme dato sognekirke. Kirken der er tegnet af arkitekt Harald Lønborg-Jensen, er bygget som en traditionel landsbykirke med rødt tegltag og et tårn med sadeltag og takkede gavle.
I den tidligere sognekirke Rinkenæs Gamle Kirke havde der indtil 1870erne hængt et korbuekrucifiks i sengotisk stil. Krucifikset blev restaureret af Otto Bülow og er nu alterkrucifiks i kirken. Dets fire korsarme afsluttes med felter, hvori evangelisternes symboler ses.
Prædikestolen og alterbordet er lavet af en snedkermester fra Nybøl. 1943 blev prædikestolens tomme felter udsmykket med udskæringer af Otto Bülow. Den samlende tanke for udskæringerne skulle være lysets komme til verden, dets kamp mod mørket og dets sejr over dette.
Ovenpå døbefonten blev der den 21. april 2013 sat en lyskrans i sortmalet smedejern. Når fonten ikke bruges til dåb, kan alle tænde et lys når de besøger kirken. Ved Gudstjenester og særlige lejligheder isættes dåbsfadet, så lysene kan spejle sig deri.
1940 byggede Marcussen & Søn et orgel på 7 stemmer, som senere blev udvidet med 12 stemmer. Først i 1982 stod orglet færdigt, nu med 15 stemmer. Ombygningen og udvidelsen er foretaget af Bruno Christensen & Sønner, Terkelsbøl.

## Kirkens historie
Ifølge overleveringer er Rinkenæs Gamle Kirke oprindeligt bygget som et kapel hørende under Kliplev Kirke. Omkring år 1500 blev Rinkenæs et selvstændigt kirkesogn. Da den gamle kirke ligger 4 km nord for Rinkenæs, var da også i løbet af de følgende århundreder planer om at bygge en ny kirke.
1924 blev Frode Beyer indsat som sognepræst i Rinkenæs Sogn. En nabopræst mente at der var behov en ny kirke eller kapel nærmere Rinkenæs. 1927 købte pastor Beyer 4 tønder land, som han senere skænkede til kirkegrund og kirkegård. På grunden fandtes en grusgrav, hvorfra sten og sand kunne benyttes. Sognets landmænd kørte kampesten fra deres marker og fra stranden op til byggepladsen. De forenede Teglværker i Egernsund leverede ½ million mursten til rabatpris, og også disse sten blev kørt ved frivillig hjælp til byggepladsen. Den 3. april 1930 blev grundstenen lagt. Den første af biskop Valdemar Ammundsen fra Haderslev, den næste af pastor Beyer og den tredje af menighedsrådets næstformand skipper Jes Asmussen.
Murermester Hans Rose fra Rinkenæs stod for byggeriet af kirken. Alle håndværkerne, der deltog i byggeriet, snedkere, malere og mekanikere var fra Rinkenæs Sogn.

## Galleri
- Skibet i Rinkenæs Korskirke
- Alteret
- Prædikestolen
- Døbefonten med lysekransen
- Skibet
- Kirkeskibet og orgelet
- Kirkegården med udsigt til Flensborg Fjord
- Rinkenæs Gamle Kirke